# Stefan Herheim
Stefan Herheim (* 13. März 1970 in Oslo, Norwegen) ist ein norwegischer Opernregisseur. Seit der Spielzeit 2022/2023 ist er Intendant am Theater an der Wien.

## Leben
Herheim absolvierte eine Ausbildung als Cellist. Später sammelte er Regierfahrung an seinem eigenen Marionettentheater, bevor er von 1994 bis 1999 Opernregie in Hamburg bei Götz Friedrich studierte. Seine Abschlussarbeit dort war eine Inszenierung der Zauberflöte von Wolfgang Amadeus Mozart.
Für seine Produktion von I puritani am Aalto-Theater in Essen 2002 erhielt Herheim den Götz-Friedrich-Preis. In den folgenden Jahren fiel er durch eine Reihe kontrovers diskutierter Inszenierungen auf, darunter Mozarts Entführung aus dem Serail bei den Salzburger Festspielen (2003), Giulio Cesare von Georg Friedrich Händel an Den Norske Opera in Oslo und La forza del destino in Berlin (2005), Wagners Rheingold an der Lettischen Nationaloper in Riga (2006), Mozarts Don Giovanni in Essen (2007) sowie einer gefeierten Interpretation von Richard Wagners Parsifal bei den Bayreuther Festspielen (2008).
An der Staatsoper Berlin inszenierte Herheim 2009 Lohengrin. Von 2011 bis 2013 war er Hauptregisseur an der Semperoper in Dresden. An der Nederlandse Opera in Amsterdam produzierte er 2011 Tschaikowskis Eugen Onegin und 2015 Pique Dame mit Mariss Jansons als Dirigent, letztere in Koproduktion mit dem Royal Opera House Covent Garden.
2013 inszenierte er Die Meistersinger von Nürnberg bei den Salzburger Festspielen in Koproduktion mit der Pariser Opera Bastille, sowie Les vêpres siciliennes am Royal Opera House Covent Garden. 2015 eröffneten die Bregenzer Festspiele mit Hoffmanns Erzählungen von Jacques-Offenbach in Herheims Regie.
In den Spielzeiten 2020/21 und 2021/22 setzte Herheim Richard Wagners Tetralogie Der Ring des Nibelungen an der Deutschen Oper Berlin neu in Szene.
In der Saison 2022/23 übernahm Herheim die künstlerische Leitung des zu den Vereinigten Bühnen Wien gehörenden Opernhauses Theater an der Wien.

## Inszenierungen
| Oper                           | Ort                                                               | Premiere | Ausstattung                                        |
| ------------------------------ | ----------------------------------------------------------------- | -------- | -------------------------------------------------- |
| Zauberflöte                    | Oldenburgisches Staatstheater                                     | 1999     | B+K: Heike Scheele                                 |
| Così fan tutte                 | Tartu (Estland), Vanemuine Theater                                | 2000     | B: Stefan Herheim, K: Pille Jänes                  |
| Über Frauen – über Grenzen     | Münchner Biennale für neues Musiktheater                          | 2000     | B: Stefan Herheim, K: Irene Favre de Lucascaz      |
| Falstaff                       | Oldenburgisches Staatstheater                                     | 2000     | B+K: Heike Scheele                                 |
| Tannhäuser                     | Landestheater Linz                                                | 2001     | B + K: Kathrin Susan Brose                         |
| Marlowe – Der Jude von Malta   | Münchner Biennale für neues Musiktheater                          | 2002     | B+K: Jan A. Schroeder                              |
| Così fan tutte                 | Folkoperan Stockholm                                              | 2002     | B+K: Heike Scheele                                 |
| I Puritani                     | Essen, Aalto-Theater                                              | 2002     | B: Dieter Richter, K: Renate Schmitzer             |
| Die Entführung aus dem Serail  | Salzburger Festspiele                                             | 2003     | B+K: Gottfried Pilz                                |
| Don Carlo                      | Landestheater Linz                                                | 2003     | B+K: Heike Scheele                                 |
| Madame Butterfly               | Volksoper Wien                                                    | 2004     | B+K: Kathrin-Susann Brose                          |
| Giulio Cesare in Egitto        | Den Norske Opera, Oslo                                            | 2005     | B+K: Heike Scheele                                 |
| La Forza del Destino           | Staatsoper Unter den Linden, Berlin                               | 2005     | B+K: Thomas Schuster                               |
| Das Rheingold                  | Lettische Nationaloper, Riga/Koproduktion mit dem Bergen Festival | 2006     | B+K: Heike Scheele                                 |
| Carmen                         | Oper Graz                                                         | 2006     | B+K: Heike Scheele                                 |
| Don Giovanni                   | Aalto-Theater, Essen                                              | 2007     | B+K: Thomas Schuster                               |
| Parsifal                       | Bayreuther Festspiele                                             | 2008–12  | B: Heike Scheele, K: Gesine Völlm                  |
| Rusalka                        | Théâtre Royal de la Monnaie, Brüssel                              | 2008     | B: Heike Scheele, K: Gesine Völlm                  |
| Lohengrin                      | Staatsoper Unter den Linden, Berlin                               | 2009     | B: Heike Scheele, K: Gesine Völlm                  |
| Der Rosenkavalier              | Stuttgart, Staatsoper                                             | 2009     | B: Rebecca Ringst, K: Gesine Völlm                 |
| Rusalka                        | Oper Graz (aus Brüssel)                                           | 2009     | B: Heike Scheele, K: Gesine Völlm                  |
| Tannhäuser                     | Den Norske Opera, Oslo                                            | 2010     | B+K: Heike Scheele                                 |
| Lulu                           | Kopenhagen, Det Kongelige Theater                                 | 2010     | B: Heike Scheele, K: Gesine Völlm                  |
| Rusalka                        | Dresden, Semperoper (aus Brüssel)                                 | 2010     | B: Heike Scheele, K: Gesine Völlm                  |
| Lulu                           | Oslo, Den Norske Opera (aus Kopenhagen)                           | 2011     | B: Heike Scheele, K: Gesine Völlm                  |
| Salome                         | Salzburg, Osterfestspiele                                         | 2011     | B: Heike Scheele, K: Gesine Völlm                  |
| Eugen Onegin                   | Amsterdam, De Nederlandse Opera                                   | 2011     | B: Philipp Fürhofer, K: Gesine Völlm               |
| La Bohème                      | Oslo, Den Norske Opera                                            | 2012     | B+K: Heike Scheele                                 |
| Lulu                           | Semperoper, Dresden (aus Kopenhagen)                              | 2012     | B: Heike Scheele, K: Gesine Völlm                  |
| Xerxes                         | Komische Oper Berlin                                              | 2012     | B: Heike Scheele, K: Gesine Völlm                  |
| Manon Lescaut                  | Oper Graz                                                         | 2012     | B: Heike Scheele, K: Gesine Völlm                  |
| Xerxes                         | Düsseldorf, Deutsche Oper am Rhein (aus Berlin)                   | 2013     | B: Heike Scheele, K: Gesine Völlm                  |
| Manon Lescaut                  | Dresden, Semperoper (aus Graz)                                    | 2012     | B: Heike Scheele, K: Gesine Völlm                  |
| Salome                         | Den Norske Opera, Oslo (aus Salzburg)                             | 2013     | B: Heike Scheele, K: Gesine Völlm                  |
| Die Meistersinger von Nürnberg | Salzburger Festspiele                                             | 2013     | B: Heike Scheele, K: Gesine Völlm                  |
| Rusalka                        | Gran Teatre del Liceu, Barcelona (aus Brüssel)                    | 2013     | B: Heike Scheele, K: Gesine Völlm                  |
| Les Vêpres siciliennes         | Royal Opera House, London                                         | 2013     | B: Philipp Fürhofer, K: Gesine Völlm               |
| Rusalka                        | Opéra de Lyon (aus Brüssel)                                       | 2014     | B: Heike Scheele, K: Gesine Völlm                  |
| Manon Lescaut                  | Aalto-Theater Essen (aus Graz)                                    | 2014     |                                                    |
| Xerxes                         | Graz, Oper (aus Berlin)                                           | 2014     | B: Heike Scheele, K: Gesine Völlm                  |
| Les contes d'Hoffmann          | Bregenzer Festspiele                                              | 2015     | B: Christof Hetzer, K: Esther Bialas               |
| Les Vêpres siciliennes         | Kopenhagen, Det Kongelige Teater (aus London)                     | 2015     | B: Philipp Fürhofer, K: Gesine Völlm               |
| Le nozze di Figaro             | Hamburgische Staatsoper                                           | 2015     | B: Christof Hetzer, K: Gesine Völlm                |
| Pique Dame                     | De Nationale Opera Amsterdam                                      | 2016     | B+K: Philipp Fürhofer                              |
| Salome                         | Kopenhagen, Det Kongelige Teater (aus Salzburg)                   | 2016     | B: Heike Scheele, K: Gesine Völlm                  |
| Die Meistersinger von Nürnberg | Opera National de Paris, Bastille                                 | 2016     | B: Heike Scheele, K: Gesine Völlm                  |
| La Cenerentola                 | Oslo, Den Norske Opera                                            | 2017     | B: Daniel Unger + Stefan Herheim, K: Esther Bialas |
| Wozzeck                        | Deutsche Oper am Rhein, Düsseldorf                                | 2017     | B+K: Christof Hetzer                               |
| Les contes d'Hoffmann          | Kopenhagen, Det Kongelige Teater (aus Salzburg)                   | 2017     | B: Christof Hetzer, K: Esther Bialas               |
| La Cenerentola                 | Opera Lyon (aus Oslo)                                             | 2017     | B: Daniel Unger + Stefan Herheim, K: Esther Bialas |
| Blaubart                       | Komische Oper, Berlin                                             | 2018     | B: Christof Hetzer, K: Esther Bialas               |
| Pelléas et Mélisande           | Glyndebourne Festival                                             | 2018     | B+K: Philipp Fürhofer                              |
| La Cenerentola                 | Edinburgh Festival (Gastspiel aus Lyon)                           | 2018     | B: Daniel Unger + Stefan Herheim, K: Esther Bialas |
| Pique Dame                     | Royal Opera House, London (aus Amsterdam)                         | 2019     | B+K: Philipp Fürhofer                              |
| Der Ring des Nibelungen        | Deutsche Oper Berlin                                              | 2020–21  | B: Silke Bauer, K: Uta Heiseke                     |
| Peter Grimes                   | Bayerische Staatsoper, München                                    | 2022     | B: Silke Bauer, K: Esther Bialas                   |
| Theodora                       | Theater an der Wien im Museumsquartier, Wien                      | 2023     | B: Silke Bauer, K: Gesine Völlm                    |

## Auszeichnung
- 2003: Götz-Friedrich-Preis
- 2007, 2009 und 2010: Regisseur des Jahres (Opernwelt)
- 2009: Kritikerprisen, Norwegen
- 2013: International Opera Award (Nominierung)
- 2013: Anders Jahres Kulturpris, Norwegen
- 2014: Olivier Awards 2014, Best New Opera Production
- 2018: Deutscher Theaterpreis, Der Faust (Nominierung)
- 2024: Österreichischer Musiktheaterpreis 2024: Auszeichnung in der Kategorie Beste Regie für Das schlaue Füchslein am Theater an der Wien[8]